# Bâton d'encre

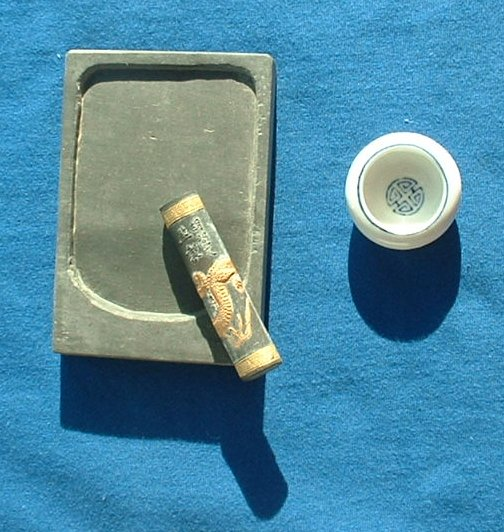
Bâton et pierre à encre.

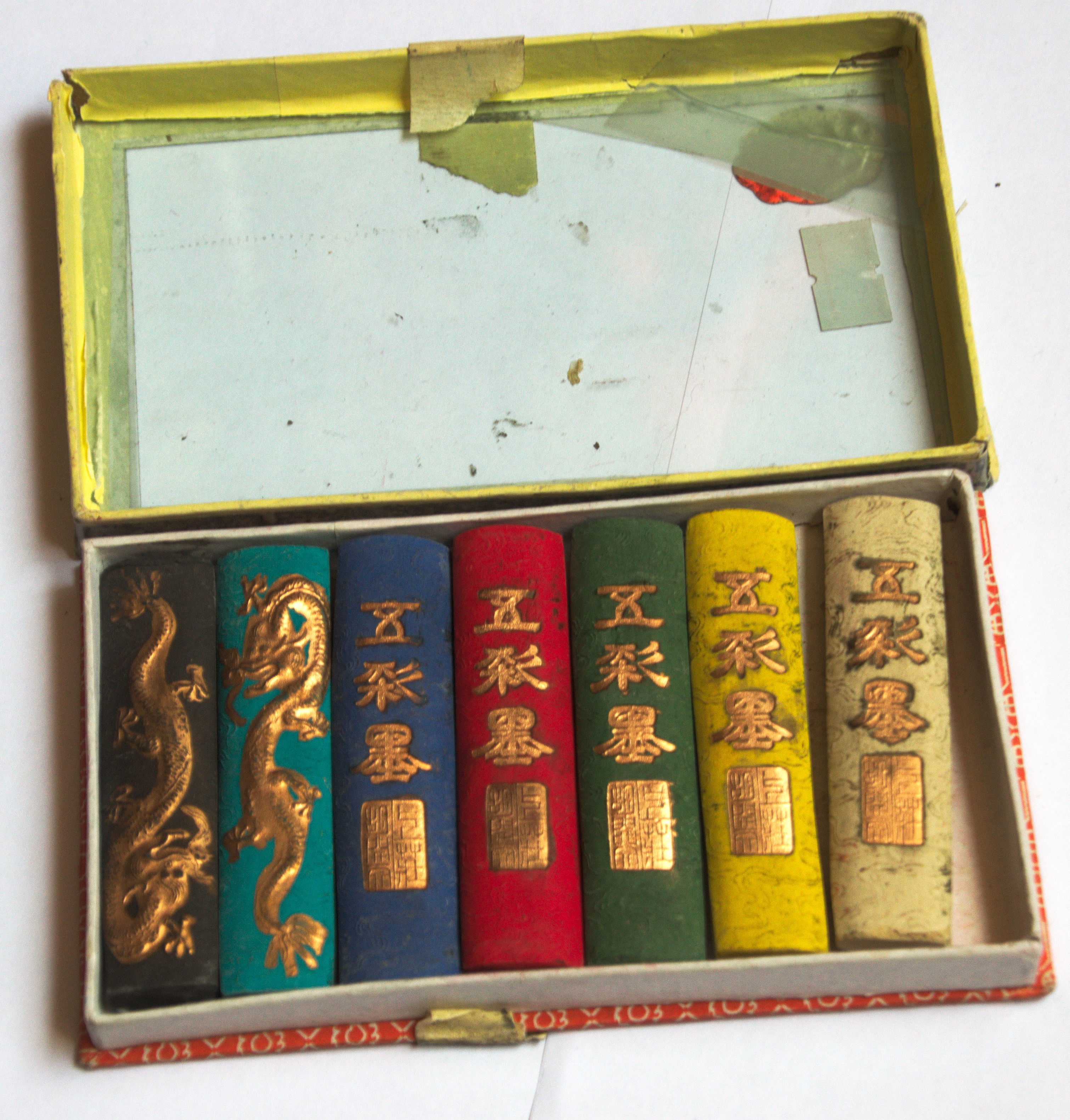
Bâtons d'encre traditionnels chinois, en couleur.

Un bâton d'encre est un bloc d'encre séchée qui est mélangé à de l'eau au fond d'une pierre à encre, afin d'obtenir un mélange pour écrire ou dessiner; un bloc d'encre de Chine séchée, est un outil utilisé originellement en Chine, puis en Corée, et enfin au Japon et au Vietnam pour l'écriture et la peinture.
Le bâton est frotté sur une pierre à encre préalablement remplie partiellement d'eau par une verseuse, afin d'obtenir de l'encre liquide.
L'encre est ensuite généralement capturée par les poils d'un pinceau de calligraphie ou pinceau chinois, afin d'être appliqué sur une pièce de papier (feuille, rouleau, éventail, paravent, etc.) ou de textile, pour l'écriture, la calligraphie ou le lavis.
Les bâtons d'encre pour l'écriture sont noirs, tandis que pour la peinture, il est également courant de trouver des bâtons d'encre de différentes couleurs, également utilisés depuis plusieurs siècles dans la peinture chinoise et celles des pays les ayant adoptés.
Les bâtons d'encre colorée peuvent être blancs, jaunes, verts, rouges, bleus, etc.
Aujourd'hui, ces techniques d'Extrême-Orient sont pratiquées dans le monde entier.